# Strażnica WOP Krajnik Górny
Strażnica WOP Krajnik Dolny/Krajnik Górny – zlikwidowany pododdział Wojsk Ochrony Pogranicza pełniący służbę graniczą na granicy z Niemiecką Republiką Demokratyczną

## Formowanie i zmiany organizacyjne
Strażnica została sformowana w 1945 w strukturze 12 komendy odcinka Chojna jako 58 strażnica WOP (Krajnik Dolny) o stanie 56 żołnierzy. Kierownictwo strażnicy stanowili: komendant strażnicy, zastępca komendanta do spraw polityczno-wychowawczych i zastępca do spraw zwiadu. Strażnica składała się z dwóch drużyn strzeleckich, drużyny fizylierów, drużyny łączności i gospodarczej. Etat przewidywał także instruktora do tresury psów służbowych oraz instruktora sanitarnego.
24 lutego 1948 strażnicę WOP Krajnik Dolny nr 58 przeniesiono z Krajnika Dolnego do Krajnika Górnego. Powodem były niedostateczne warunki lokalowe w Krajniku Dolnym.
[...]  Dowódca strażnicy meldował: „zamiast Hohenkränig (Krajnik Górny) zajmuję strażnicę w Nd. Kränig (Krajnik Dolny)”. Zmianę uzasadniał tym, że „m. Hohenkränig oddalona jest od Odry o 2,5 km, co utrudniałoby w dużym stopniu służbę graniczną, natomiast m. Nd. Kränig leży tuż nad Odrą. Prócz tego Hohenkränig posiada budynki kompletnie zniszczone”. Jego decyzje zatwierdził dowódca 12 Komendy.
W związku z reorganizacją oddziałów WOP, 24 kwietnia 1948, 58 strażnica OP Krajnik Górny została włączona w struktury 40 batalionu OP, a 1 stycznia 1951 122 batalionu WOP w Chojnie.
Od 15 marca 1954 wprowadzono nową numerację strażnic, a 58 strażnica WOP Krajnik Górny II kategorii otrzymała nr 56 w skali kraju i stacjonowała w Krajniku Górnym.
W 1956 rozpoczęto numerowanie strażnic na poziomie brygady. Strażnica WOP Krajnik Górny I kategorii była 3 w 12 Brygadzie Wojsk Ochrony Pogranicza w Szczecinie.
Po reorganizacji batalionu WOP Chojna w 1958.
1 stycznia 1960 23 strażnica WOP Krajnik Górny III kategorii była w strukturach 122 batalionu WOP Chojna .
Rozkazem organizacyjnym dowódcy WOP nr 0148 z 02.09.1963 przeformowano Strażnicę WOP Krajnik Górny lądową kategorii III na Strażnicę WOP rzeczną kategorii I. 1 stycznia 1964 15 strażnica WOP Krajnik Górny rzeczna I kategorii była w strukturach ww. batalionu w Chojnie.

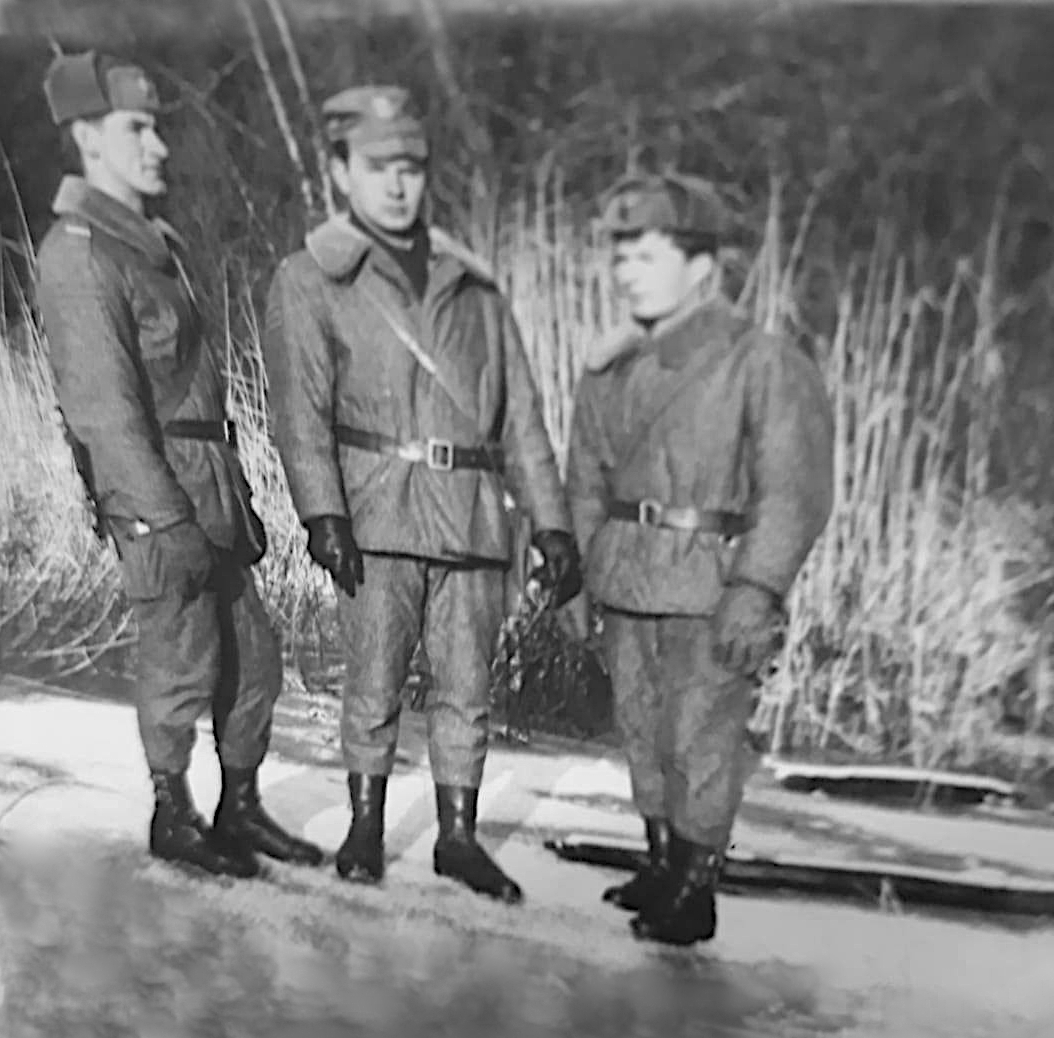
W środku: kpt. Ludwik Koziec (d-ca strażnicy) z żołnierzami: Adamem Węgrzynem i Zdzisławem Sieleckim (1973)

1 czerwca 1976 nastąpiła zmiana rejonu służbowego działania strażnicy, dyktowana przez reformę administracyjną kraju i nowy podział na województwa, ponadto Wojska Ochrony Pogranicza przeszły na dwuszczeblowy system zarządzania. Strażnicę WOP Krajnik Górny podporządkowano bezpośrednio pod sztab 12 Pomorskiej Brygady WOP w Szczecinie, a w 1984 utworzonego batalionu granicznego Pomorskiej Brygady WOP w Chojnie jako Strażnica WOP Krajnik Górny i tak funkcjonowała do 31 października 1989.
1 listopada 1989 został rozformowany batalion graniczny WOP w Chojnie jak również Strażnica WOP Krajnik Górny i Strażnica WOP Widuchowa, ich odcinki przejęła nowo sformowana Strażnica WOP Chojna Lądowa kadrowa (na czas „P” kadrowa), którą podporządkowano bezpośrednio dowódcy Pomorskiej Brygady WOP w Szczecinie.

## Ochrona granicy
Początkowo strażnica ochraniała odcinek granicy wzdłuż rzeki Odry:
- Od Radunia (wyłącznie), od leśniczówki do Widuchowej (włącznie).

Linia zaporowa:
- Od styku dróg Chojnice–Schwedt przez Nawodną do Rynicy.

Od 1972 na ochranianym odcinku granicy państwowej funkcjonowało przejście graniczne, gdzie kontrolę graniczną osób, towarów i środków transportu wykonywała Graniczna Placówka Kontrolna Krajnik Dolny:
- Krajnik Dolny (drogowe).

## Wydarzenia
- 1968 – Stocznia Marynarki Wojennej przekazała dla WOP pierwszą partię kutrów rozpoznawczych, które skierowano do służby rzecznej na odrzańskim odcinku granicy zachodniej Pomorskiej Brygady WOP (W latach następnych zaopatrzono w nie pozostałe strażnice rzeczne)[19].
- 1976 – wycofano z granicy rowery, zastępując je motocyklami małolitrażowymi; WSK-175 dla kadry i WSK-125 dla żołnierzy służby zasadniczej (5–13 motocykli w zależności od obsady i na jakiej granicy). Wyposażone w łączność radiową motocykle stały się podstawowym środkiem transportu w służbie patrolowej i rozpoznawczej[20].
- 13 grudnia 1981–22 lipca 1983 – (stan wojenny w Polsce), normę służby granicznej dla żołnierzy podwyższono z 8 do 12 godzin na dobę. Ścisłą kontrolą objęto całą strefę nadgraniczną. W stan gotowości były postawione pododdziały odwodowe. Wzmocniono kontrolę ruchu jednostek pływających[21].

## Strażnice sąsiednie
- 57 strażnica WOP Piasek ⇔ 59 strażnica WOP Ognica – 1946
- 57 strażnica OP Piasek ⇔ 59 strażnica OP Widuchowa – 1949
- 55 strażnica WOP Piasek ⇔ 57 strażnica WOP Widuchowa – 15.03.1954
- 24 strażnica WOP Piasek kat. III ⇔ 22 strażnica WOP Widuchowa kat. III – 1.01.1961
- 16 strażnica WOP Piasek rzeczna kat. I ⇔ 14 strażnica WOP Widuchowa rzeczna kat. I – 1.01.1964
- Strażnica WOP Piasek ⇔ Strażnica WOP Widuchowa – 1986.

## Dowódcy strażnicy
- ppor. Proniek (był w 1945)[18]
- por. Jan Kruk (był w 10.1946)[h].
- nn
- ppor. Jan Stawski (1954–1956)[23]
- ppor. Józef Bilik (był w 1956)[23]
- por./kpt. Marian Wełna (1956–1959 i dalej min. do 1964)[24]
- nn
- kpt. Ludwik Koziec (był w 1973).